# Thinophilus ochripalpis
Thinophilus ochripalpis är en tvåvingeart som beskrevs av Becker 1910. Thinophilus ochripalpis ingår i släktet Thinophilus och familjen styltflugor.
Artens utbredningsområde är Somalia. Inga underarter finns listade i Catalogue of Life.